# 兩岸共同市場

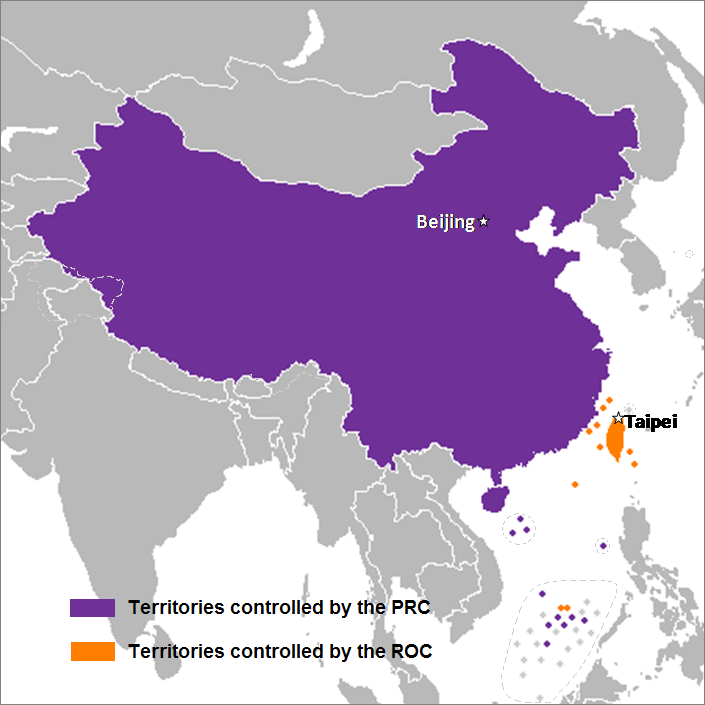
PRC实际管辖的大陆地区（紫色）
ROC实际管辖的台灣地區（橙色）

兩岸共同市場，又稱一中市場，為一種自由貿易協定及區域經濟整合的概念，主張將海峽兩岸的中國大陸與台澎金馬整合為共同市場，由台灣政治人物蕭萬長於2001年提出。支持者如中國國民黨與台灣部分企業積極推動該政策，認為其將改善臺灣經濟，並能促成兩岸經濟統合乃至政治統合；另一方面，反對者如民主進步黨和台灣團結聯盟，則認為兩岸共同市場將衝擊臺灣經濟，造成「盲流充斥台北公園」、「台灣將離島化」等後遺症。
該政策宣示於2005年中國國民黨和平之旅中國國民黨與中國共產黨所簽訂之連胡公報，並在馬英九政府時期推動《海峽兩岸經濟合作架構協議》（簡稱ECFA）並開展服貿貨貿等相關協議，但在太陽花學運爆發與蔡英文政府執政後中止。

## 內涵

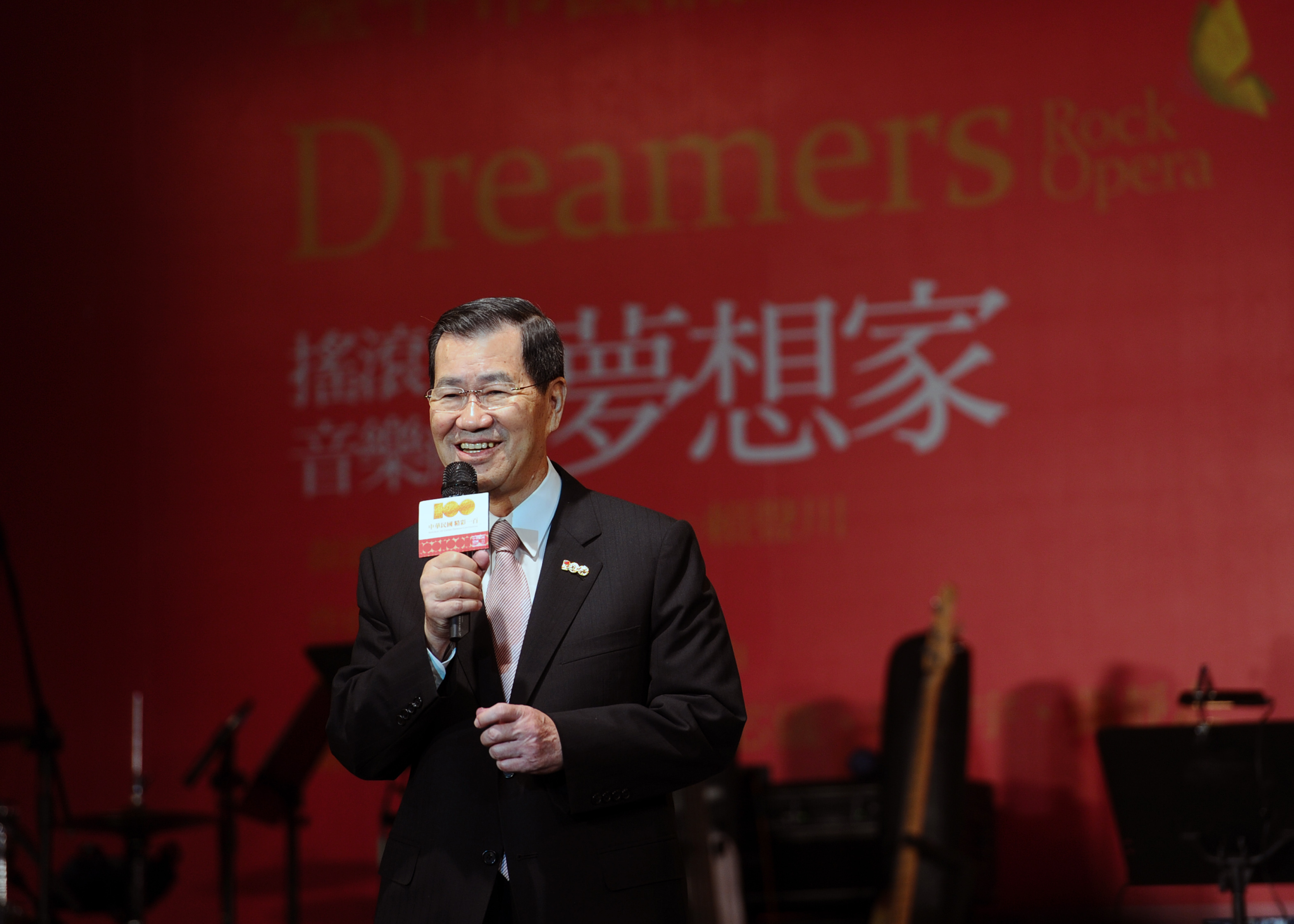
蕭萬長是兩岸共同市場的提出者，並創辦兩岸共同市場基金會，曾任第12任中華民國副總統與第15任行政院院長。

兩岸共同市場由蕭萬長提出，概念源自歐洲聯盟，歐盟的發展從歐洲煤鋼共同體發展為歐洲共同市場，其最終目的在於從經濟整合逐步走向政治整合。兩岸共同市場前提為淡化台灣與中國大陆的政治差異，完全尋求經貿合作。提倡共同市場的人認為，該做法可以擺脫台灣與中國大陆間的政治力牽扯，並讓雙方於和平安全及互惠原則下降低經貿往來的障礙與成本，同時也解決實施戒急用忍與大三通所帶來的問題。
兩岸共同市場細節包含台灣與中國大陆經濟全面交流，建立經濟合作機制。詳細內容則包括兩岸海空直航、加強投資貿易往來、農漁業合作、共同打擊經濟犯罪。

## 推行

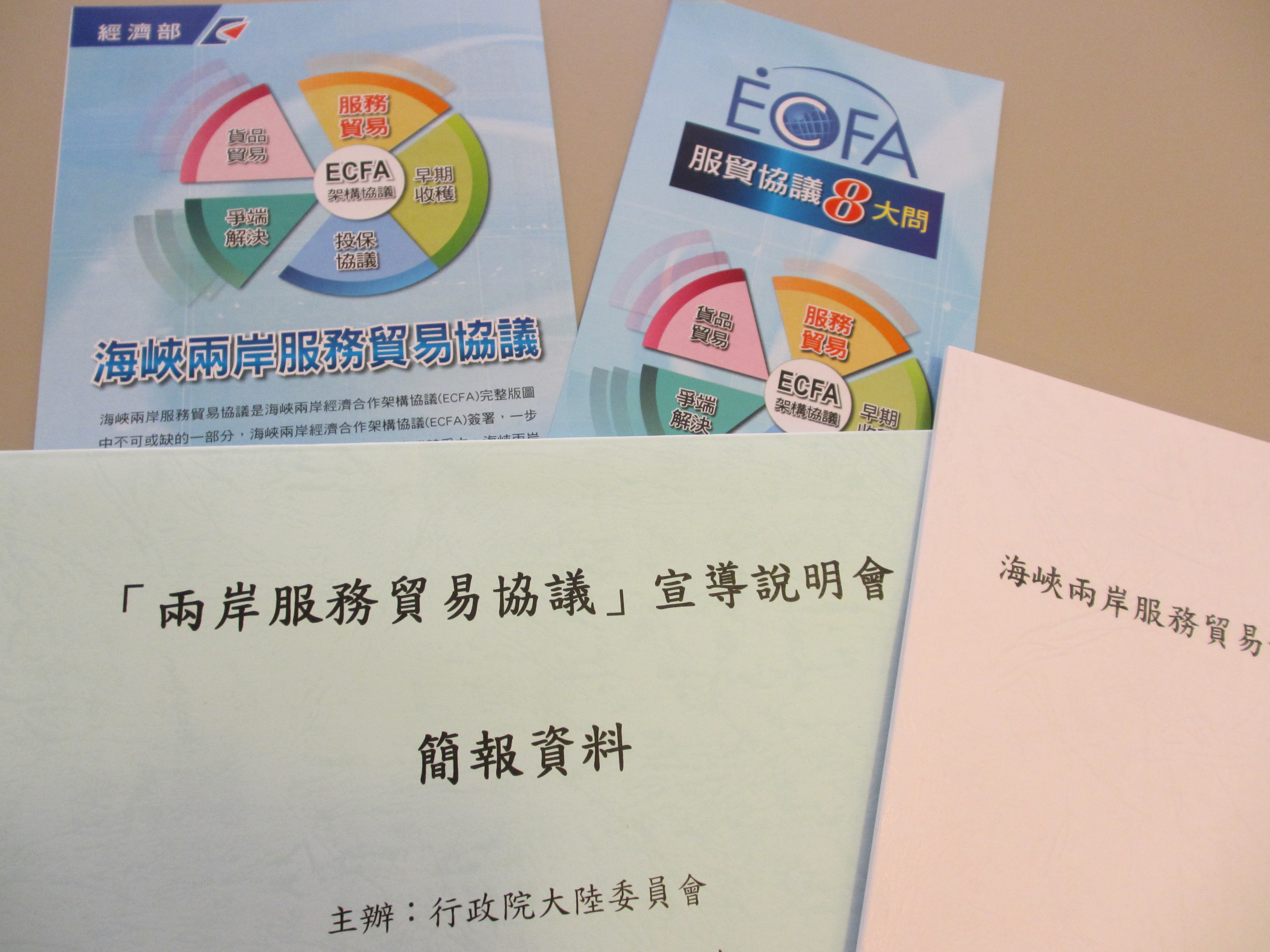
中華民國經濟部與行政院大陸委員會印製的兩岸服貿協議宣傳資料

兩岸共同市場提出後，推動其主張的組織紛紛成立，其中以民間性質的兩岸共同市場基金會 最著名，該會主要推動者即為概念提出者蕭萬長與國民黨主席連戰 等人。台積電、統一、國泰人壽等台灣大型企業各自捐助數百萬新台幣成立該基金會推動兩岸共同市場。該宣言與類似概念亦曾成為國民黨選舉競選政見，並認為兩岸共同市場會使台灣經濟迅速成長。
除此，以推動該市場策略的經濟論壇，亦於兩地相繼舉行，例如於2007年9月於中國廣西南寧召開的「第二屆兩岸產業共同市場論壇」。該論壇推動參加者計有國民黨副主席章仁香、親民黨榮譽副主席鐘榮吉等460人台灣經濟、政治及產學界人士參與。
2008年中華民國總統選舉，中國國民黨總統候選人馬英九與副手蕭萬長競選政見包含將與中國大陆簽訂經貿協議。民主進步黨的對手謝長廷、蘇貞昌則提出「拒絕一中市場，開放外國市場」。同年3月選舉結果由馬英九當選第12任中華民國總統，5月20日就任。2010年6月第五次江陳會談完成簽署《海峽兩岸經濟合作架構協議》（簡稱ECFA），同年8月立法院表決正式通過。隨後開始磋商《海峽兩岸服務貿易協議》與《海峽兩岸貨物貿易協議》，然而在服貿協議簽署後爆發存查爭議與主張退回該協議的太陽花學運，該協議遭立法院擱置而無法生效。貨貿協議則在2016年蔡英文政府執政後停止協商。

## 反對與爭議

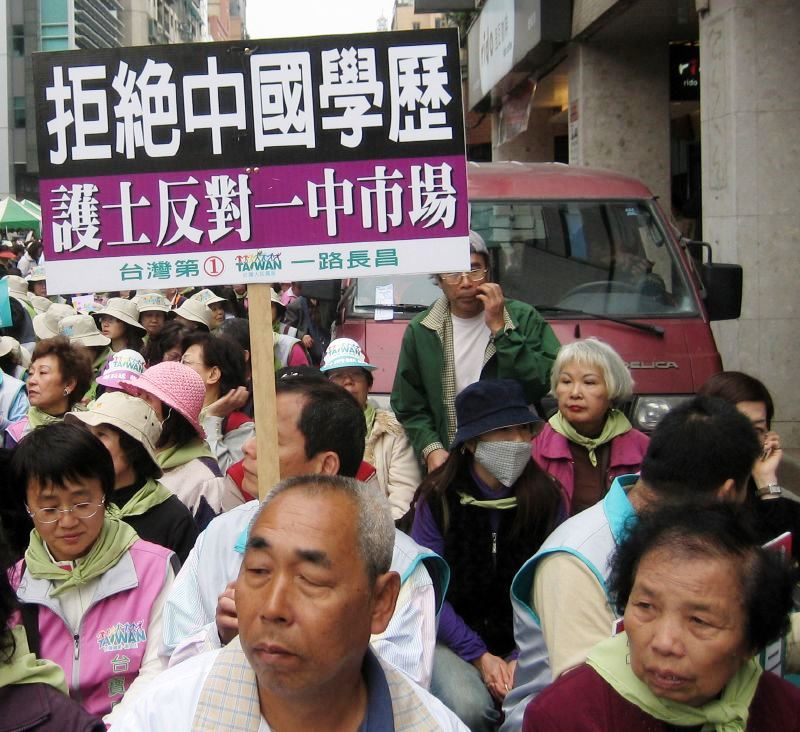
2008年總統選舉民進黨造勢晚會，支持者宣傳反對中國學歷與一中市場

兩岸共同市場構想推出後，除了獲得迴響與推動外，亦同時有不少反對聲音。反對者又以民主進步黨為最主要代表，論點包括：
1. 中國大陸過剩人力衝擊勞工市場。例如2008年2月月底，2008年中華民國總統選舉民進黨候選人謝長廷就頻以發表主要政見方式，大力反對該共同市場概念，他與民進黨指陳該共同市場其實就是一中市場，並認為核心為「全面對中國開放台灣市場」。除了會使台灣政經情勢惡化外，也在大陸便宜勞工佔盡價格優勢下，讓「中國五百萬人過來台灣」。[13] 惟該說法遭國民黨正副總統候選人馬英九和蕭萬長鄭重否認，蕭且公開宣示認為「兩岸共同市場並未列入競選政見」[14]。至此，共同市場議題，成為該場選舉的重大議題決勝點。[15]
2. 台灣投資中國受害者協會指出在許多情況下台商權益受到非法侵佔、被坑殺後根本無法討回公道，人身安全也遭受威脅及迫害。出席成立大會的十多名台商發表共同聲明表示「中國大陸表面看來似乎時時有商機，但實際上卻是處處陷阱。...多年蒐證指出，有些台商不知利害而到處投訴，據理力爭，結果落得不是入獄就是被殺害的下場。」[16][17]台商林志昇在成立大會上氣憤的說著在大陸被綁架、軟禁的過程。有著中國欲加之罪何患無詞等各種吃虧經驗的台商在忍無可忍下組成這個協會，提醒大家西進大陸的法治風險。[18]理事長高為邦指出「掠奪台商企業是中共的國家政策，中國掠奪台商的模式在過去已經發生了幾百起，合資就是引狼入室，合資就是教會你的合夥者，你的技術管理他控制之後，就會把你趕出去，至於到底是什麼理由，已經不重要，因為只是一個藉口而已。」「很多衝突都是台商與地方政府間的，最嚴重的是土地買賣問題。早期台商去的時候都是與地方書記訂合約買土地蓋工廠、商辦樓或住宅，台商依合約付錢，中方卻以各種理由不發給土地證明或房產證明，一拖就是十年、二十年，現在土地增值了，政府就以各種理由徵收，或與建商合作，強行將台商的地上物拆除，然後再與台商協商解決，以百分之一價錢逼台商就範，不從就一直拖下去！」[19][20][21]高為邦及立法委員陳重信指出台商前往中國投資真正賺錢的不到三分之一，資訊不足是造成誤判形勢的主因。[22][23]
3. 兩岸對談身份。兩岸共同市場係參考歐盟，但歐盟各會員國皆為獨立國家，而中華人民共和國反對中華民國總統所提兩岸是特殊國與國關係或一台一中。
4. 經濟制度調和的不可能。據共同市場基金會網站所示，推動共同市場第二階段是調和兩岸經濟制度、共訂標準。但學者質疑包括關稅收入分配、金融與租稅調和、司法管轄等調和是極浩大的工程，進而質疑可行性。[24]
5. 中國大陸的黑心商品流入。此論點亦成為民進黨電視廣告訴求之一。

另外，台灣社會少數左派團體台灣勞工陣線與台灣農業產學聯盟亦對兩岸共同市場表示反對。這些團體認為兩岸共同市場所帶來的「自由貿易」、「資本快速流動」或「人員自由流動」可能會台灣勞工遭受傷害；直接衝擊台灣中小企業勞工的工作權。除此，也會讓台灣農業品銷售市場嚴重萎縮。

### 太陽花學運

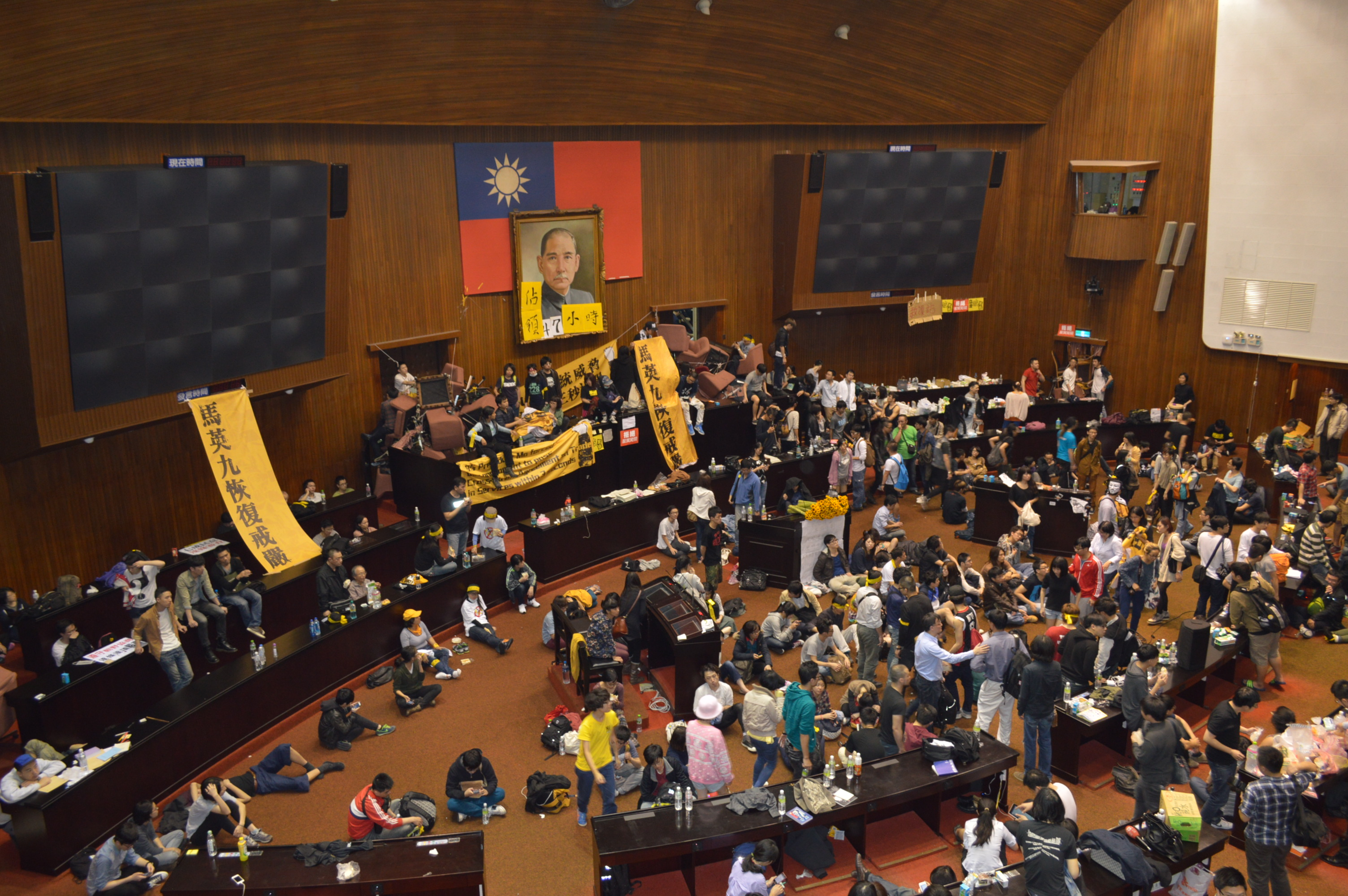
反對《海峽兩岸服務貿易協議》的太陽花學運佔領立法院議場

2013年兩岸服務貿易協議簽訂後，台灣各界逐漸開始出現反對台海兩岸經濟整合的運動，協定在立法院遭多次杯葛。更在2014年3月爆發太陽花學運，造成全面且大規模的衝突。該協定的實行遭到阻撓。一中市場或其構想也逐漸受到社會抗拒。2016年民進黨再度執政，此構想被揚棄。